# Isidore Pils

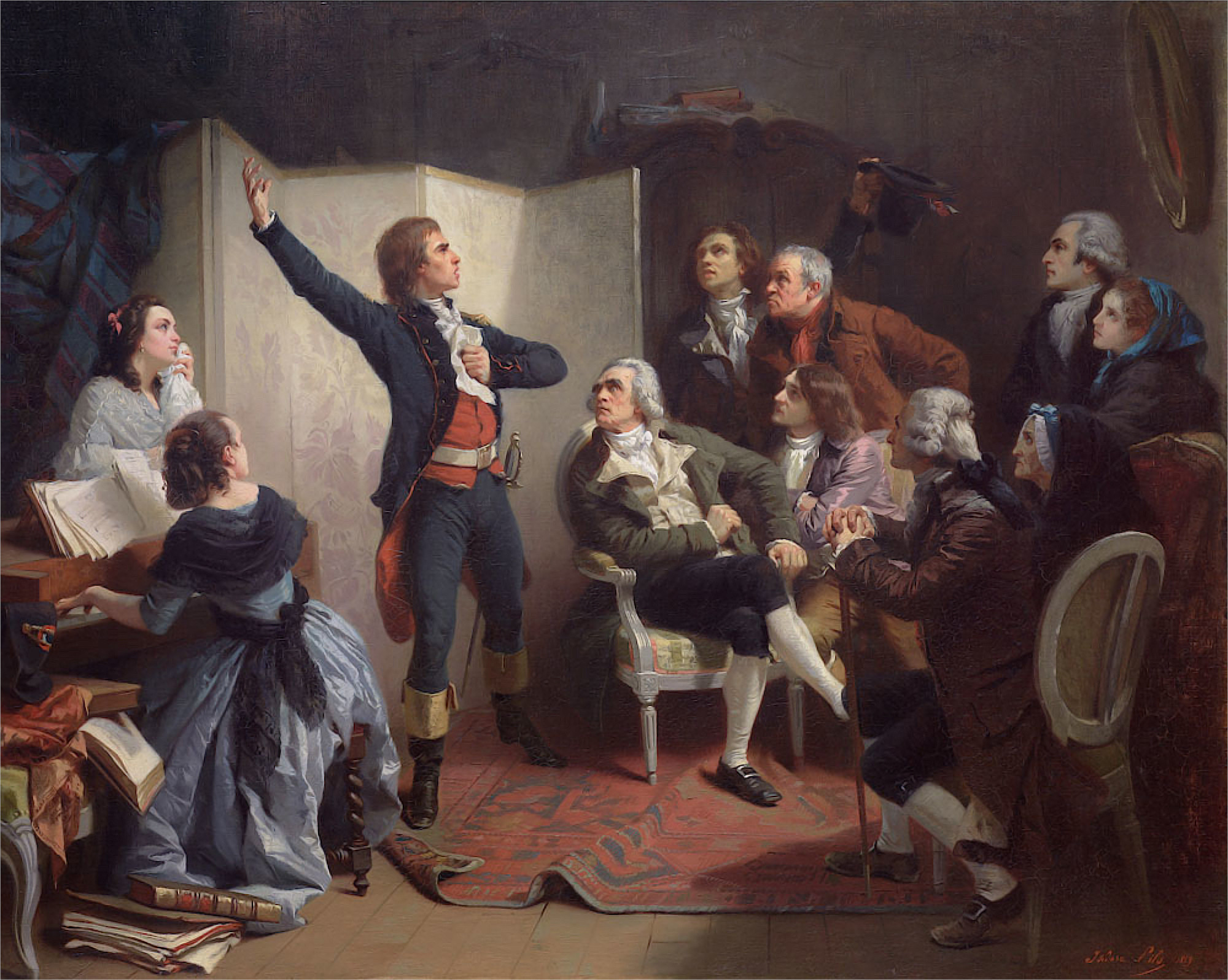
Rouget de Lisle chantant la Marseillaise. Pils målning från 1849 visar marseljäsens författare i salongen hos Strasbourgs borgmästare Dietrich.

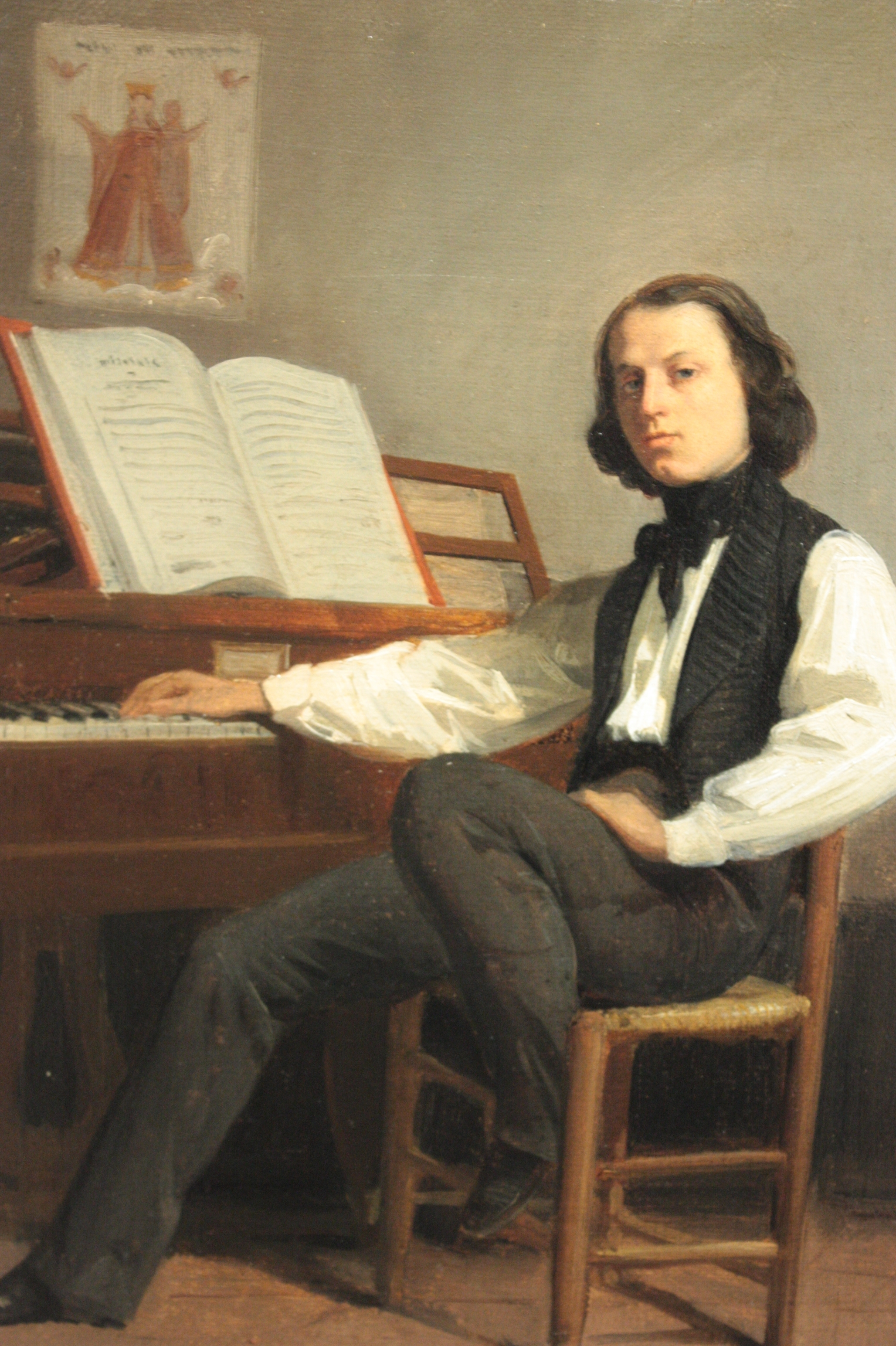
Georges Bousquet (1818-1854); fransk kompositör. Porträttet gjort av Pils (1841).

Isidore Alexandre Augustin Pils, född den 19 juli 1813 i Paris, död den 3 september 1875 i Douarnenez, departementet Finistère, var en fransk målare. 
Pils var elev av Picot och vann 1838 akademiens Rompris för Petrus botande sjuka. Han utställde senare några andra bibliska motiv samt ett par genretavlor med sådana ämnen som En barmhärtighetssysters död (1851, museet i Toulouse) och Bönestund i barnsjukhuset (1853). Men det var på helt andra områden han vann sitt rykte. Hans 1849 utställda Rouget de Lisle sjunger marseljäsen (Louvren) vann mycken popularitet. År 1852 följde Franska soldater delar ut bröd åt kvinnor och barn i en erövrad provins (slottet i Fontainebleau). Därefter följde Löpgrav framför Sevastopol (1855), Truppernas utskeppning till Krim (1857) och Slaget vid Alma (1859, alla i Versailles), hans mest betydande verk. Hans senare målningar - Fest för kejsarparet i Alger (1876), Långfredag i Italien (1874) - var svagare. Hans sista verk var takmålningar med olympiska motiv i stora operans trapphus (1875). Han ägnades en monografi av Becq de Fouquières (1876).